# 타벤나
타벤나(이탈리아어: Tavenna)는 이탈리아 몰리세주 캄포바소도의 코무네다. 캄포바소로부터 북쪽 40km 거리에 있다.